# Övergångsperiod efter presidentval i USA

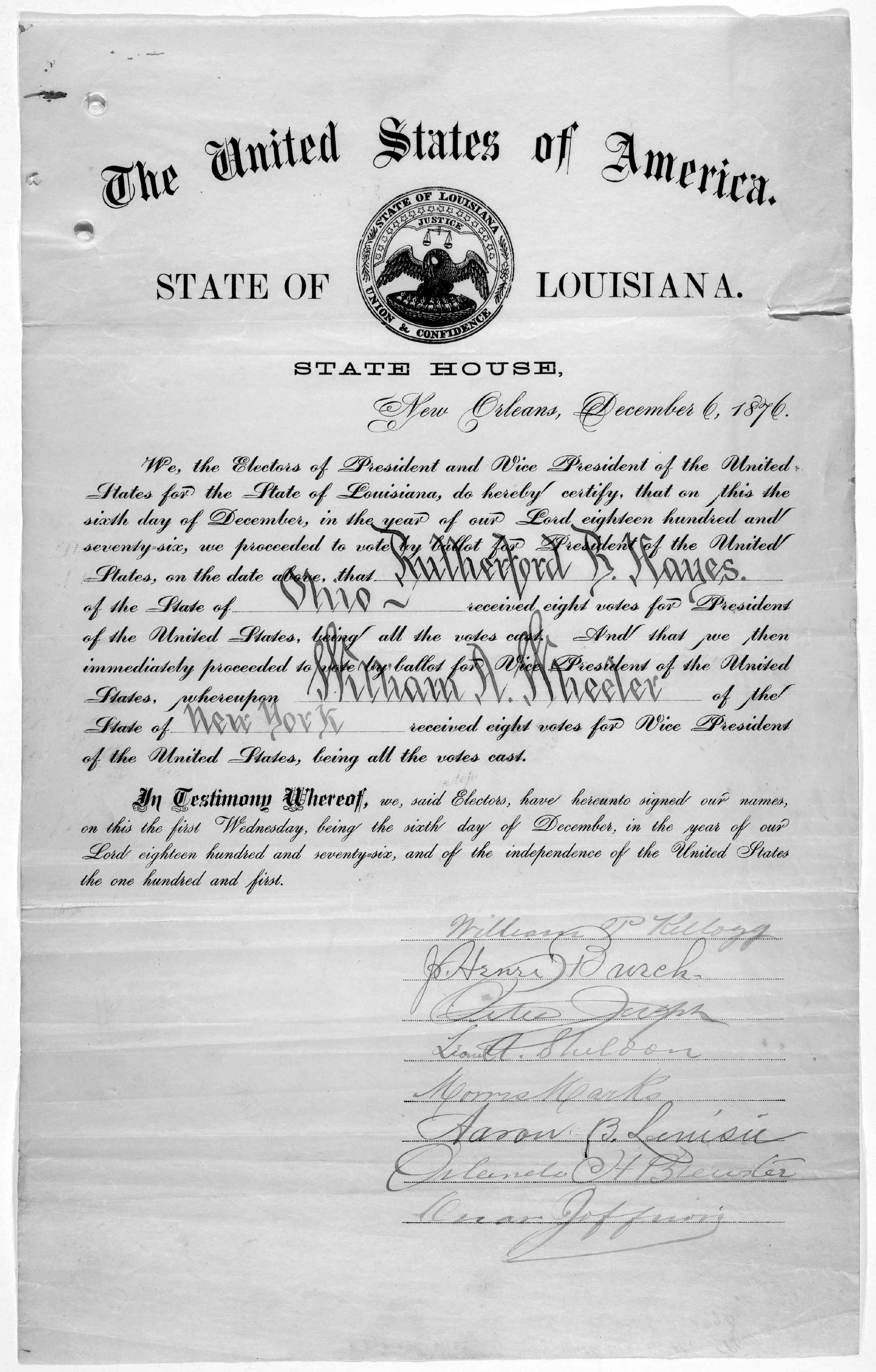
Certificate of ascertainment, intyg beträffande avgivna röster av delstaten Louisianas elektorskollegium, 1876

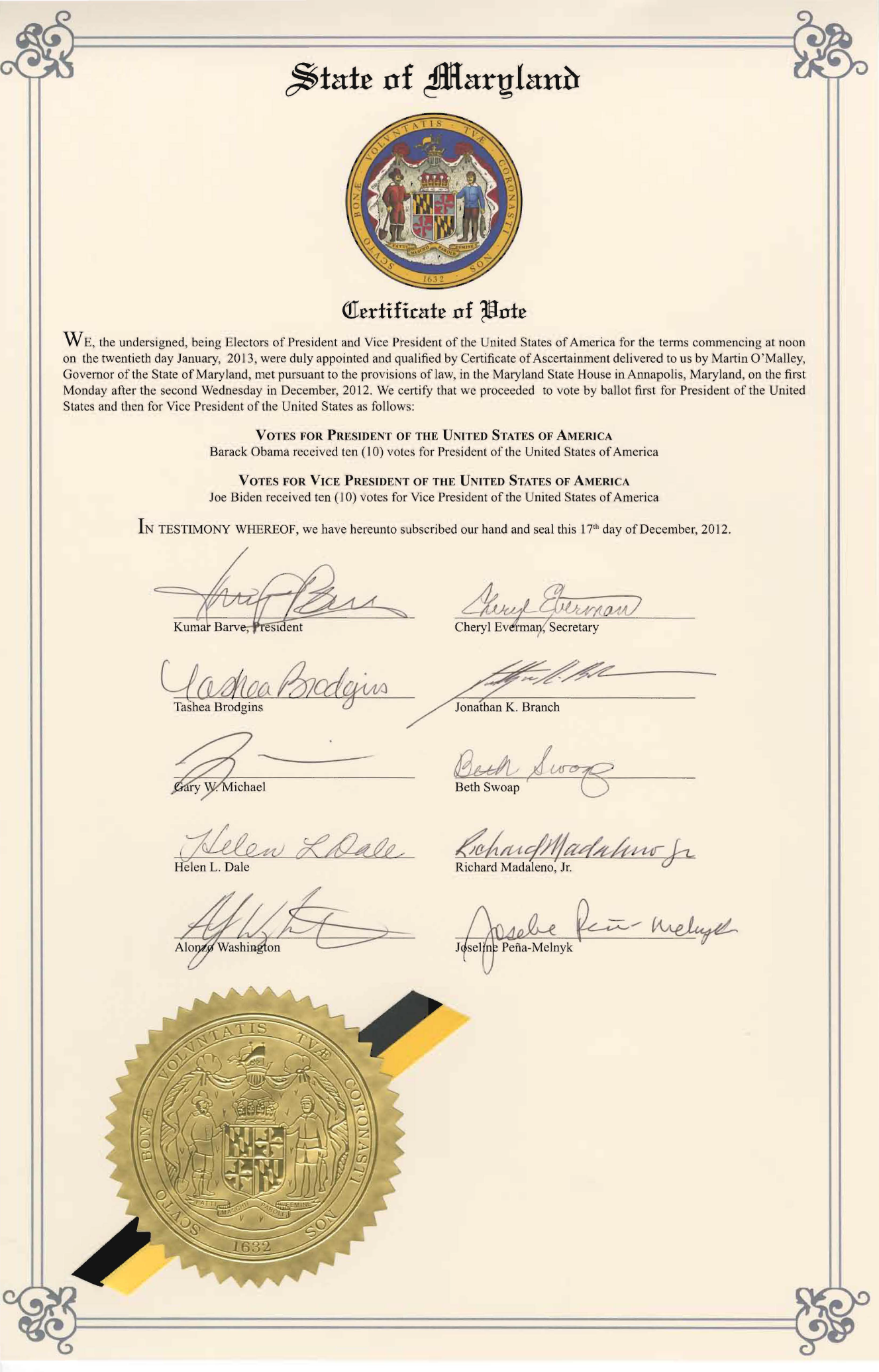
Certificate of ascertainment från delstaten Marylands elektorskollegium, 2012

Övergångsperiod efter presidentval i USA är perioden mellan presidentval i början av november och tillträdandet av ny president den 20 januari kommande år. Den är smärtfri, om det är fråga om omval av sittande president, men kan vara besvärlig vid ett presidentskifte, särskilt vid skifte också av politiskt parti och om landet samtidigt befinner sig i en utsatt position. 

## Process

### Kronologiska hållpunkter
- 2–8 november – President- och vicepresidentval (vid sidan av samtidiga val till andra ämbeten, till exempel till representanthuset samt val till vissa platser i senaten, 2020: 3 november)
- 13–19 december – Elektorskollegium (2020: 14 december)
- 22–28 december – Sista dagen som National Archives and Records Administration ska ha mottagit delstaternas elektorsgruppers "Certificates of ascertainment", undertecknade av elektorerna samt av respektive delstats statssekreterare och guvernör
- 6 januari – Gemensam sittning för senaten och representanthuset, varvid Senatens president (det vill säga sittande vicepresident) öppnar certifikatbreven och elektorsrösterna sammanställs på federal nivå
- 20 januari klockan 12 Eastern Standard Time – Installation av president och vicepresident för en ny fyraårsperiod

### Innebörd av övergångsperiod
USA saknar systemet med en ämbetsmannastatsförvaltning av brittisk eller svensk typ. Ledningen för den federala förvaltningens organ är långtgående politiserad, vilket innebär att ungefär 4 000 personer byts ut i Vita huset, regeringsdepartementen och olika ämbetsverk (eller kvarstannar på sina poster efter förnyat politiskt mandat). Av dessa poster krävs godkännande av utnämningarna av senaten beträffande 1 200.
Övergångsperioden regleras i "The Presidential Transition Act of 2000", som bland annat stipulerar om utbildning av och information för ny statlig personal samt skissar rutiner för att säkra en övergång i god ordning.
Den kommission som sattes upp efter 11 september-attackerna 2001, National Commission on Terrorist Attacks Upon the United States, konstaterade att den avkortade övergångsperiod, som blev resultatet av det disputerade valresultatet 2000, kan ha lett till den ökade sårbarheten för en terroristattack 2001.

### Provisoriskt fastställande av röstresultat
USA:s valsystem innebär en långdragen process för att fastställa valresultatet i ett presidentval. Själva röstningen sker i varje delstat (respektive det federalt administrerade District of Columbia) efter vallagar i respektive delstat.
Rösträkning påbörjas omedelbart efter röstlokalernas stängning. Preliminärt resultat av så kallade "vote tallies", en inofficiell rösträkning, meddelas av delstaterna efter hand som denna fortgår. Delstaterna meddelar så småningom efter viss tid formella resultat. Den officiella rösträkningen kan också göras om, i vissa delstater obligatoriskt under vissa omständigheter, i andra delstater efter begäran under visa omständigheter.
När det preliminära röstresultatet i en delstat på basis av "vote tallies" vid en tidpunkt, efter det att vinst efter ett slutligt resultatet anses kunna säkert prognosticeras, sker enligt tradition en "call", ett icke formellt utropande av vinnare i ett delstatsval av enskilda stora massmedia. Ett samstämmigt utropande av vinnare från ett antal respekterade massmedia anses som ett rimligt avgörande av vinst för praktiska ändamål, i och med att delstatens officiella valresultat tillkännages med såpass stort dröjsmål.

### Utseende av president
President utses av ett elektorskollegium av 538 elektorer, som sammanträder i respektive delstatshuvudstad (respektive Washington D.C.) samma dag såsom ett kollegium. Denna dag är den första måndagen efter den andra onsdagen i december (2020: den 14 december). För att bli vald krävs minst 270 elektorsröster. Om ingen kandidat uppnår en absolut majoritet, hålls efterval av Representanthuset för att utse president och av Senaten för att utse vicepresident.
Varje delstat (samt District of Columbia) har ett visst antal elektorer, vilka utses av delstaten, normalt formellt av guvernören. Varje delstat är en elektorskrets, utom i Maine och Nebraska, elektorsrösterna fördelas efter county respektive kongressdistrikt. Guvernören förutsätts utse elektorer för delstatens röstning i elektorskollegiet efter valresultatet i delstaten, och elektorerna förutsätts rösta på den kandidat som vunnit elektorskretsen. Guvernören kan under vissa omständigheter legalt frångå denna princip. Formellt avger varje elektor sin röst som självständig person, men enligt så kallad konstitutionell praxis är de bundna av vilken kandidat de på förhand förbundit sig att rösta för. Vissa delstater förbjuder elektorerna explicit att avvika från röstning på den kandidat de utfäst sig att rösta på.

## Historik

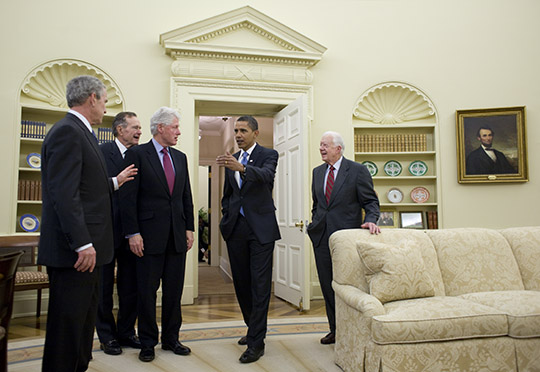
Tillträdande presidenten Barack Obama i Ovala rummet den 7 januari 2009 tillsammans med dåvarande presidenten George W. Bush och tidigare presidenterna George H.W. Bush, Bill Clinton och Jimmy Carter. Foto: Pete Souza

### Vid byte av president
Fram till mordet på John F. Kennedy 1963 saknades formellt regelsystem för en övergångsperiod. Därefter instiftade kongressen "Presidential Transition Act of 1963". I denna lagstiftades bland annat om att chefen för General Services Administration fick rätt och skyldighet av certifiera vinnaren i valet många veckor före kongressens officiella räkning av elektorsröster i januari. I och med en sådan auktorisation frigörs betydande federala medel för att hålla lokaler och för löner och omkostnader för staber för tillträdande president och vicepresident. Vidare får dessa tillgång till underrättelseinformation samt officiell tillgång till informationsutbyte med departmenten och andra offentliga organ för att förbereda maktskiftet.
Lagen, "Presidential Transition Act of 1963", ger dock dålig vägledning till chefen för General Services Administration att avgöra vad som kan anses konstituera en "given vinnare", om valresultatet blir en tvistefråga för kandidaterna.

### Efter presidentvalet 2000
Vid presidentvalet den 7 november 2000 vann George W. Bush elektorsvalet i Florida med endast 537 röster. Hela presidentvalet hängde på denna lilla marginal, vilket föranledde den demokratiske presidentkandidaten Al Gore att inte omedelbart erkänna George W. Bush som segrare, utan begära omröstning i Florida. Frågan gick ända upp i högsta domstolen, vilken den 12 december avgjorde ärendet till Bushs förmån. Chefen för General Services Administration, den politiskt tillsatta ämbetsmannen David Barram (född 1943), hade fram till detta avstått att certifiera valets segrare, och därmed hade övergångsperioden inte påbörjats. Han certifierade Bush som vinnare två dagar efter högsta domstolens utslag, några timmar efter det att Gore erkänt sig besegrad i ett offentligt uttalande, fem veckor efter valet.

### Efter presidentvalet 2020
Vid presidentvalet den 3 november 2020 ansåg massmedia fyra dagar efter valet att Joe Biden var vinnare med prognosticerade 302 elektorsröster (i några fall ett något lägre tal). Den då ännu sittande presidenten Donald Trump vägrade dock att följa kutymen, vilken varit att erkänna sig besegrad och gratulera den på sedvanligt sätt av media korade segraren. I stället påstod han att valet gått oredligt till och lät sätta igång ett antal stämningar i domstolar i flera delstater.
Chefen för General Services Administration, Emily Murphy (född 1973), beslöt då att avvakta att "ascertain" (ungefär "säkerställa", "certifiera") en "uppenbar vinnare", med hänvisning till "recent developments involving legal challenges and certifications of election results" ("den aktuella utvecklingen som innefattar juridiska klagomål och fastställanden av valresultat"). trots påtryckningar också av några framstående republikanska politiker. Först den 23 november meddelade hon i ett brev till Joe Biden att hon certifierade honom. Samma dag hade den delstatliga myndigheten "Board of State Canvassers" i Michigan godkänt valresultatet i denna delstat, inför ett beslut som Trump och delstatliga republikaner hade utövat påtryckningar vid för att fördröja ett positivt beslut. Om General Services Administration dröjsmål med att fatta beslut om certifiering av en "uppenbar vinnare" hade varit formellt befogat, eller om det var obefogat och i stället grundat på politiska överväganden, har varit omtvistat. Lagtexten ger inte någon klar ledning, utan är avfattad för en situation där god tro råder.
President Trump deltog inte i Bidens invigning, vilket gjorde honom till den första presidenten som inte närvarade vid invigningen av sin valda efterträdare sedan Andrew Johnson var frånvarande från den första invigningen av Ulysses S. Grant 1869. Vicepresident Mike Pence närvarade vid Bidens invigning.